# Sven Jürgenson

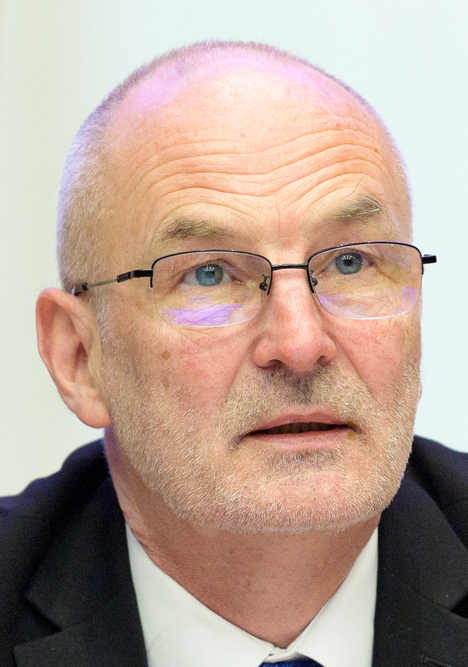
Sven Jürgenson (2021)

Sven Jürgenson (* 2. April 1962 in Tartu) ist ein estnischer Diplomat, der unter anderem mehrmals Botschafter war sowie seit August 2015 Ständiger Vertreter bei den Vereinten Nationen ist.

## Leben
Jürgenson absolvierte nach dem Schulbesuch ein Studium der Datenverarbeitung an der Technischen Universität Tallinn, das er mit einem Magister abschloss, sowie ein Zusatzstudium an der Ingenieurhochschule Dresden. Im Anschluss war er zwischen 1987 und 1990 als Forschungsassistent sowie Leiter der Informationsprozessabteilung an der Technischen Universität Tallinn tätig, ehe er von 1990 bis 1991 als Leitender Fachmann für Informationsprozesse am Eesti Instituut arbeitete, das 1989 als eine Art Schatten-Außenministerium der estnischen Unabhängigkeitsbewegung durch Lennart Meri gegründet wurde. 1991 trat er in den diplomatischen Dienst ein und war zunächst zwischen 1991 und 1993 Botschaftsrat sowie Geschäftsträger ad Interim der Botschaft in Finnland sowie des dortigen Büros für estnische Kultur in Helsinki. Während dieser Zeit absolvierte er 1992 zudem ein postgraduales Studium am Institut International d’Administration Publique in Paris.
Daraufhin fungierte Jürgenson zwischen 1993 und 1995 als Botschaftsrat und Geschäftsträger der Botschaften in Österreich, Tschechien, Slowakei, Ungarn und Slowenien. Anschließend war er von 1996 bis 1998 Leiter des Referats für Sicherheitspolitik und Internationale Organisation sowie zugleich Leiter der Politischen Abteilung und stellvertretender Politischer Direktor des Außenministeriums. Daneben fungierte er zwischen 1996 und 1998 als nichtresidierender Botschafter in der Türkei und war danach von 1998 bis 2000 erstmals Ständiger Vertreter bei den Vereinten Nationen. Im Anschluss war er zwischen 2000 und 2003 in Personalunion Botschafter in den USA, Kanada und Mexiko sowie von 2003 bis 2006 Unterstaatssekretär für Politische Angelegenheiten des Außenministeriums, ehe er zwischen 2006 und 2010 als Außenpolitischer Berater von Staatspräsident Toomas Hendrik Ilves tätig war.
Anschließend bekleidete Jürgenson von 2010 bis 2015 die Posten als Botschafter in Frankreich und Monaco und war als solcher auch als Ständiger Vertreter Estlands bei der in Paris ansässigen Organisation für wirtschaftliche Zusammenarbeit und Entwicklung (OECD) akkreditiert. Am 13. August 2015 übergab er sein Beglaubigungsschreiben als Ständiger Vertreter bei den Vereinten Nationen in New York City. Darüber hinaus wurde er am 31. Mai 2017 zum Vorsitzenden des Wirtschafts- und Finanzausschusses (Hauptausschuss 2) der UN-Generalversammlung gewählt.
Jürgenson ist verheiratet und Vater von zwei Kindern.